# Rodolfo Baquerizo Nazur
Rodolfo Luis Baquerizo Nazur (Guayaquil, 1935 - ?) fue un político ecuatoriano, líder histórico del partido Concentración de Fuerzas Populares.

## Trayectoria
Fue elegido diputado nacional en las elecciones legislativas de 1979. Luego de la muerte del presidente Jaime Roldós Aguilera y de la ascensión de Osvaldo Hurtado a la presidencia, fue mocionado como candidato a la vicepresidencia de la república, pero perdió por un voto contra León Roldós Aguilera, hermano menor del expresidente.
Ocupó la presidencia de la Cámara Nacional de Representantes entre 1982 y 1983.
Años después fue uno de los fundadores del Partido Unidad Republicana, que llevó a Sixto Durán Ballén a triunfar en las elecciones presidenciales de 1992.
En el ámbito profesional fue miembro fundador de la Cámara de la Construcción, además de ser uno de los principales ejecutores de la edificación del sector de La Alborada en Guayaquil.

## Reconocimientos
La avenida Rodolfo Baquerizo Nazur de Guayaquil está nombrada en su honor.